# Chamerernebti II.
Chamerernebti II. ist der Name einer altägyptischen Königin der 4. Dynastie während des Alten Reiches. Sie war die Tochter von König (Pharao) Chephren und Königin Chamerernebti I. Verheiratet war sie mit König Mykerinos. Als einziger Sohn ist Chuenre überliefert. Sie trug königliche Titel wie „Königliche Gemahlin“, „Die den Horus und Seth schaut“, „Die groß an Hetes-Zeptern ist“ und „Priesterin des Thot“. Chamerernebti II. wurde in einem Felsgrab (sogenanntes „Galarza-Grab“) in Gizeh bestattet.